# Scared Straight!
Scared Straight! è un documentario del 1978 diretto da Arnold Shapiro vincitore del premio Oscar al miglior documentario.

## Trama
Filmato in un carcere del New Jersey, il documentario è narrato da Peter Falk.

## Riconoscimenti
- 1979 - Premio Oscar
  - Oscar al miglior documentario